# NGC 2914
NGC 2914 = Arp 137 ist eine Balken-Spiralgalaxie mit aktivem Galaxienkern vom Hubble-Typ SBab im Sternbild Löwe auf der Ekliptik. Sie ist schätzungsweise 135 Millionen Lichtjahre von der Milchstraße entfernt und hat einen Durchmesser von etwa 40.000 Lichtjahren. 
Im selben Himmelsareal befinden sich u. a. die Galaxien NGC 2911, NGC 2913, NGC 2919.
Halton Arp gliederte seinen Katalog ungewöhnlicher Galaxien nach rein morphologischen Kriterien in Gruppen. Diese Galaxie gehört zu der Klasse Elliptischer Galaxien mit ausströmenden Material (Arp-Katalog).
Das Objekt wurde am 3. März 1786 von dem Astronomen Wilhelm Herschel entdeckt.